# Paracas-Kultur

Lokalisation der Paracas-Kultur in Peru

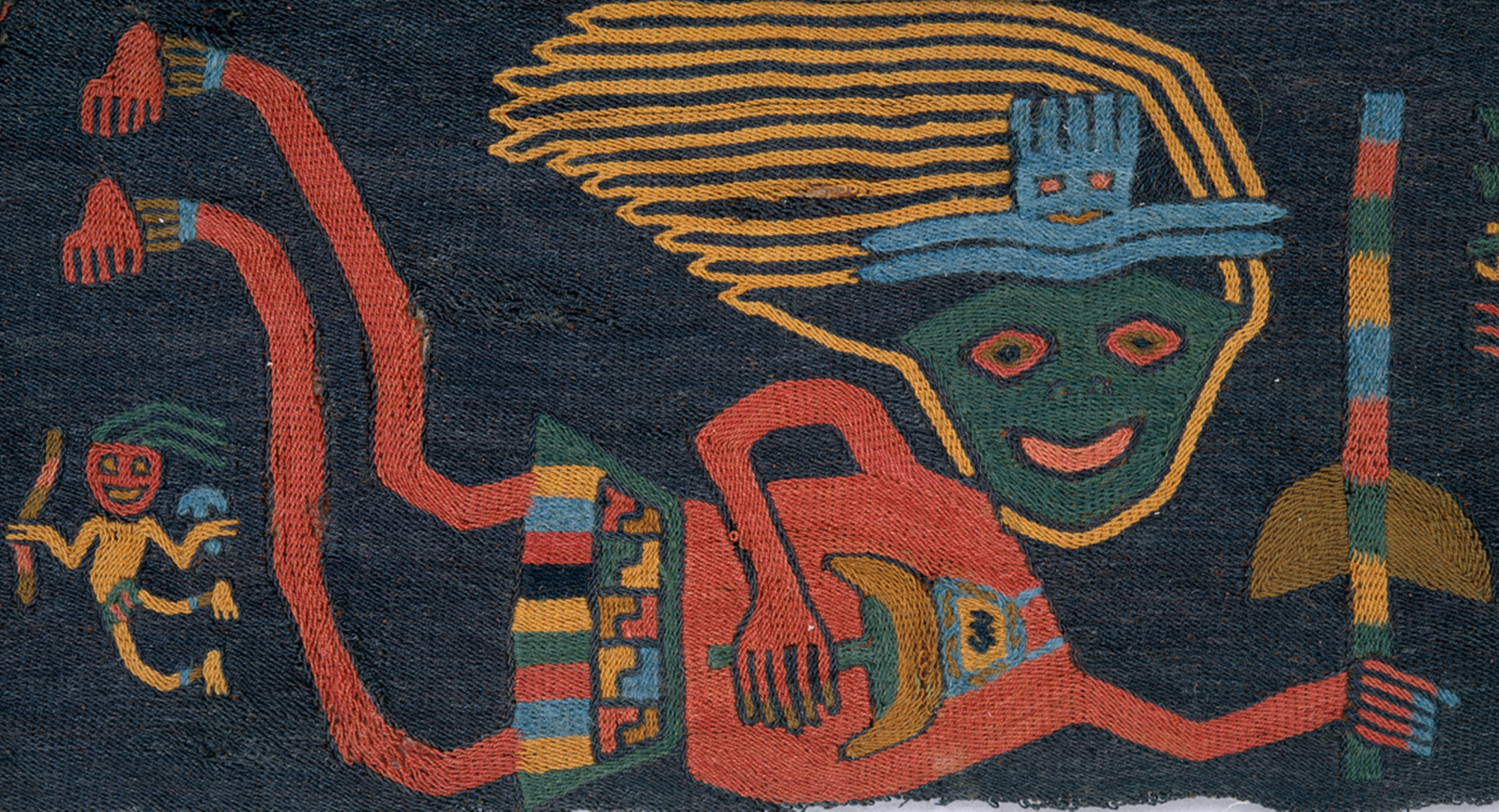
Detail eines Textils eines „fliegenden Mannes“, das auf 450–175 v. Chr. datiert. Das Motiv des „fliegenden Mannes“ ist ein verbreitetes Motiv aus den Grabtextilien der Paracas-Nekropolen.

Die südamerikanische Paracas-Kultur existierte von 900 bis 200 v. Chr. im Gebiet der heutigen Region Ica in Peru.

## Funde
Funde dieser Kultur wurden auf der Halbinsel Paracas an der Südküste Perus erstmals 1925 von dem peruanischen  Archäologen Julio Tello entdeckt. Das wüstenartige Klima der Halbinsel bot günstigste Bedingungen für den Erhalt organischer Materialien. Dadurch sind kunstvoll gewebte Stoffe und die in ihnen eingewickelten Mumien in den Schachtgräbern der Fundorte Cavernas und Necropolis gefunden worden.
Die Mumien weisen Trepanationen und auffallende Schädeldeformationen auf. Solche künstlichen Deformationen waren in verschiedenen Kulturen Südamerikas verbreitet, um Stammeszugehörigkeiten sichtbar zu machen. Die Paracas-Kultur brachte es darin zu einiger Perfektion. Nachweisbar sind drei Grundformen: beidseitig abgeplattet, konisch und zylindrisch.
Die Keramik der Paracas-Kultur war polychrom und trug Züge einer individuell gefertigten Produktion. In ihr zeigten sich Einflüsse aus Chavín de Huántar. Zudem waren die Paracas wie die Tiwanakaner unübertreffliche Weber.
Die Paracas-Kultur beeinflusste stark die Nazca-Kultur, von der vor allem die Nazca-Linien Bekanntheit erlangt haben. Im April 2018 wurden über 50 neue Wüstenlinien entdeckt, die jedoch nicht der Nazca-Kultur zuzuordnen sind, sondern der Paracas- und der Topará-Kultur (eine Übergangskultur zwischen Paracas- und Nazca-Kultur). Sie zeigen viel häufiger Menschen als die Nazca-Linien. Eine bekannte kürzlich entdeckte Geoglyphe der späten Paracas-Zeit ist die Nazca-Katze.

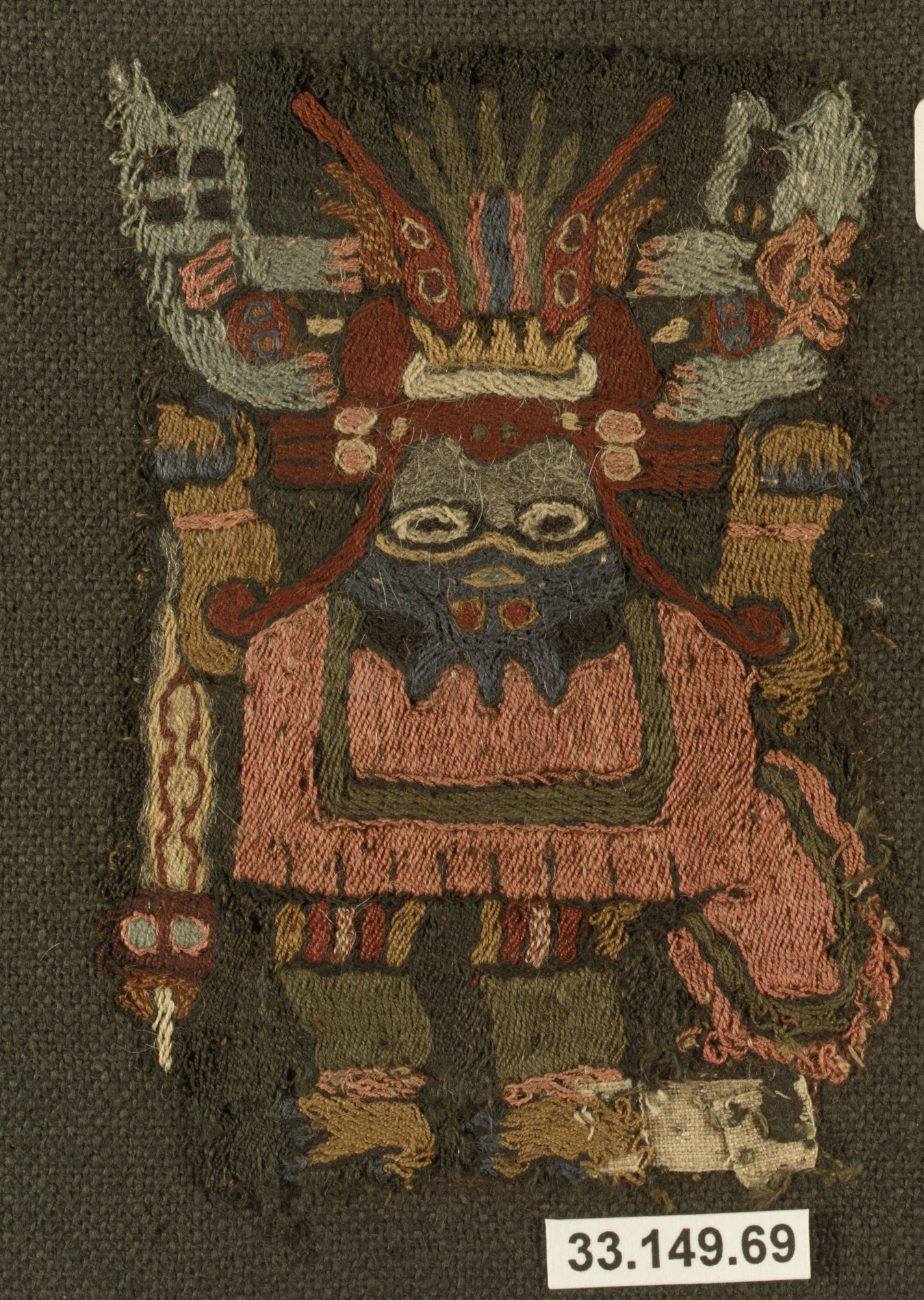
Mythisches Wesen
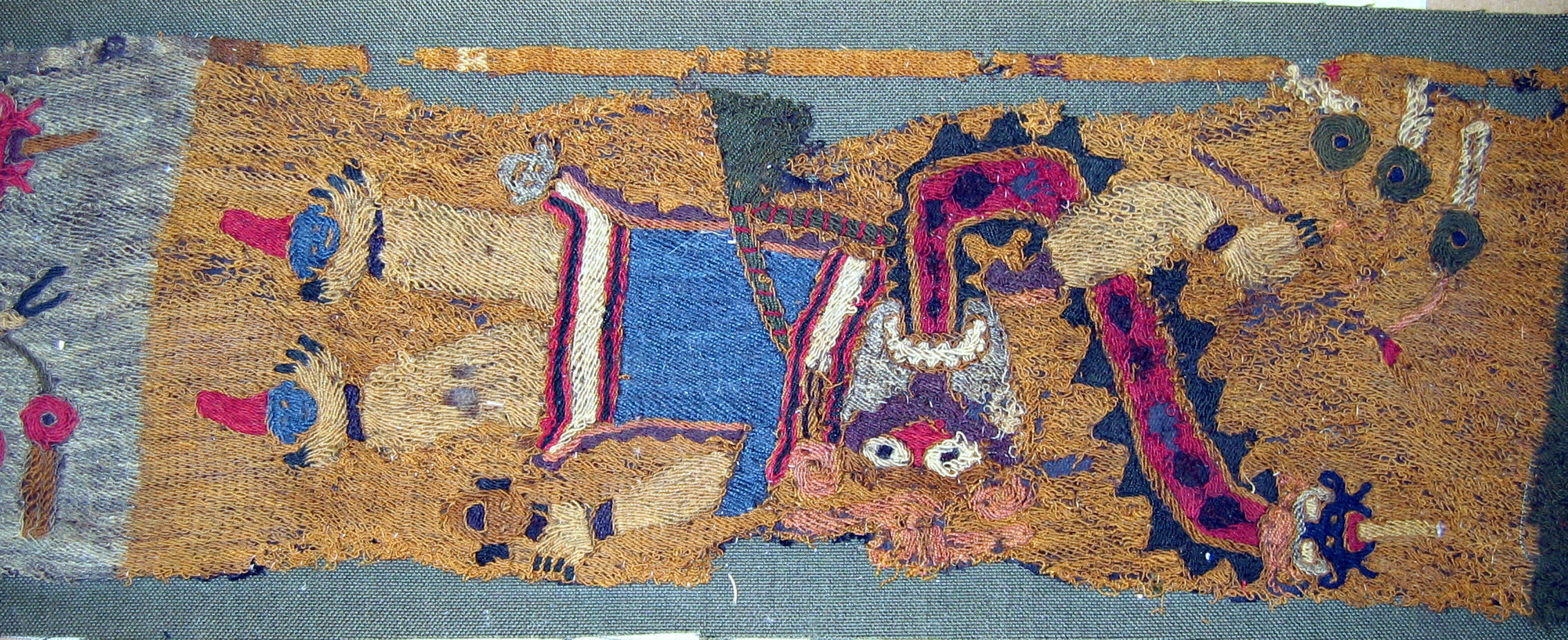
Gesticktes Fragment mit Figuren
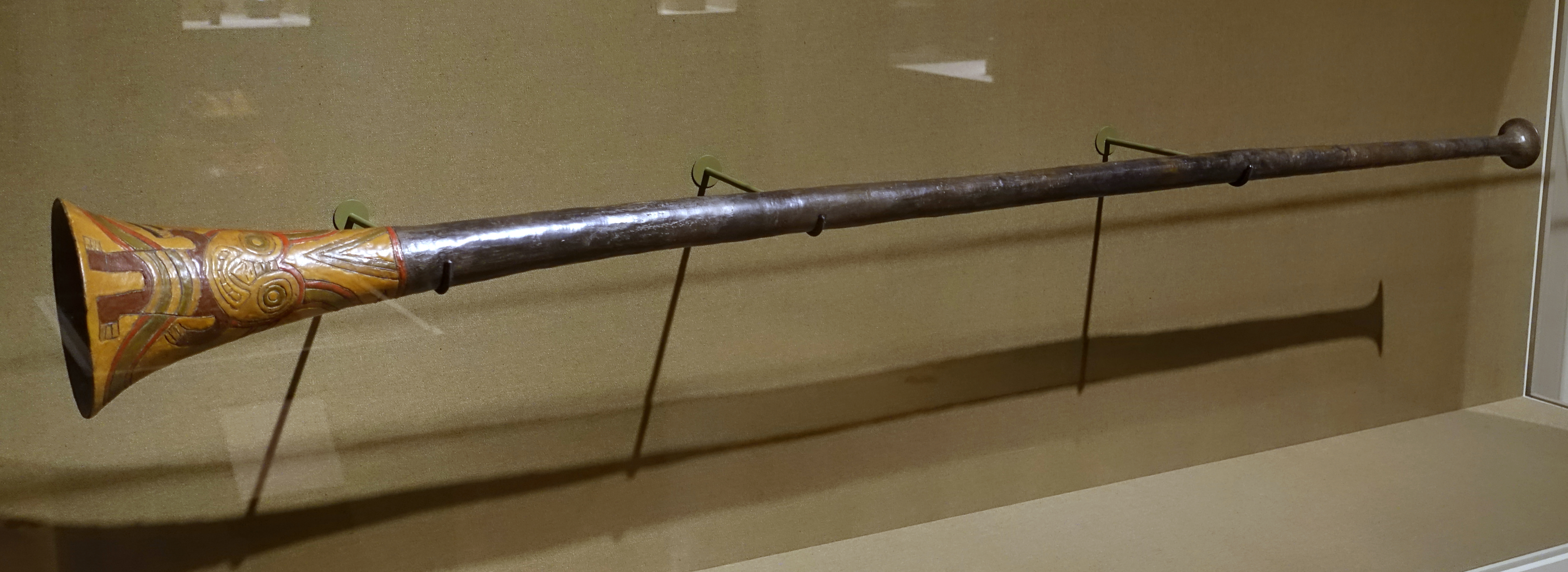
Trompete der Paracas-Kultur
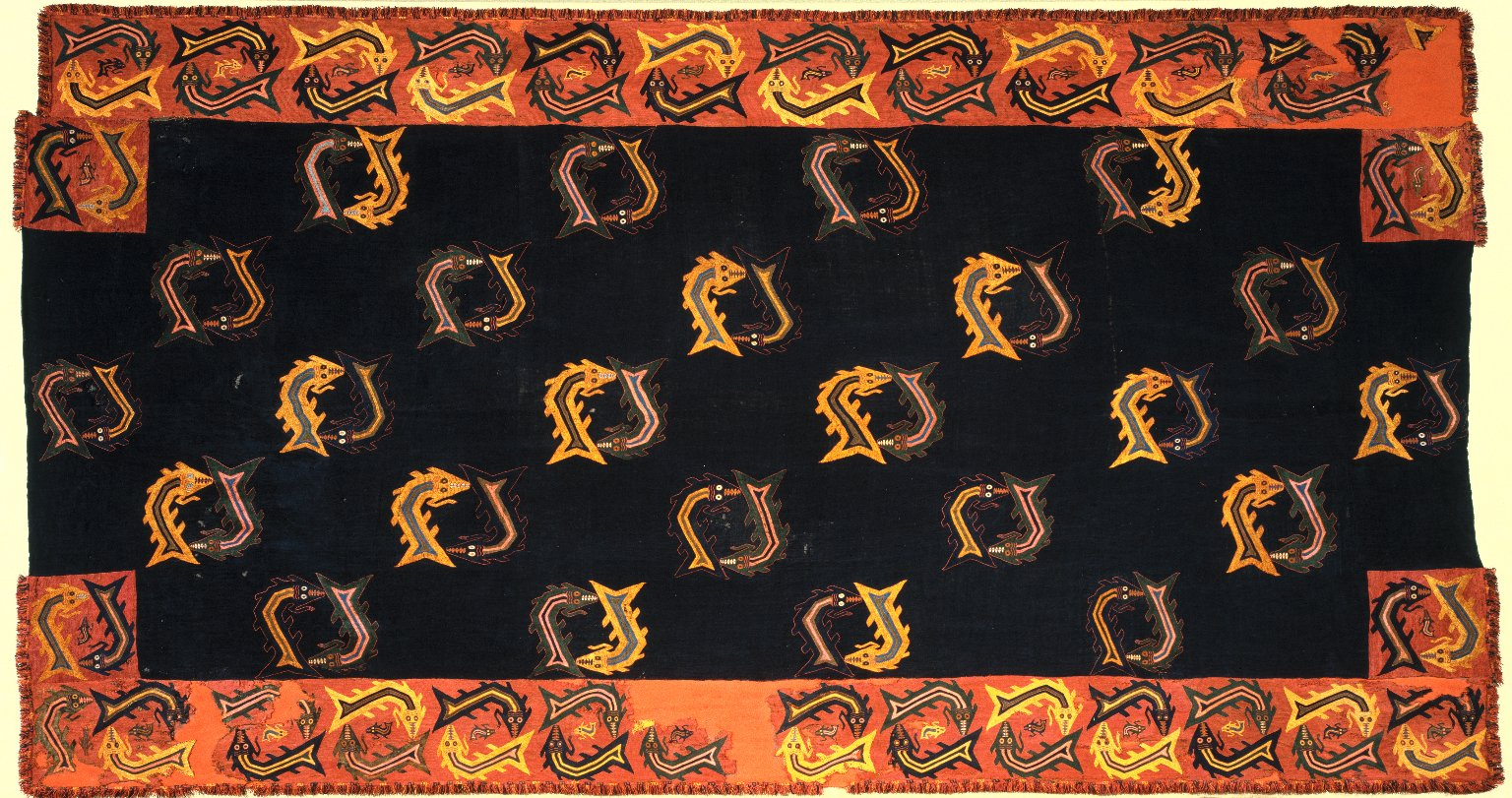
Webware der Paracas-Kultur
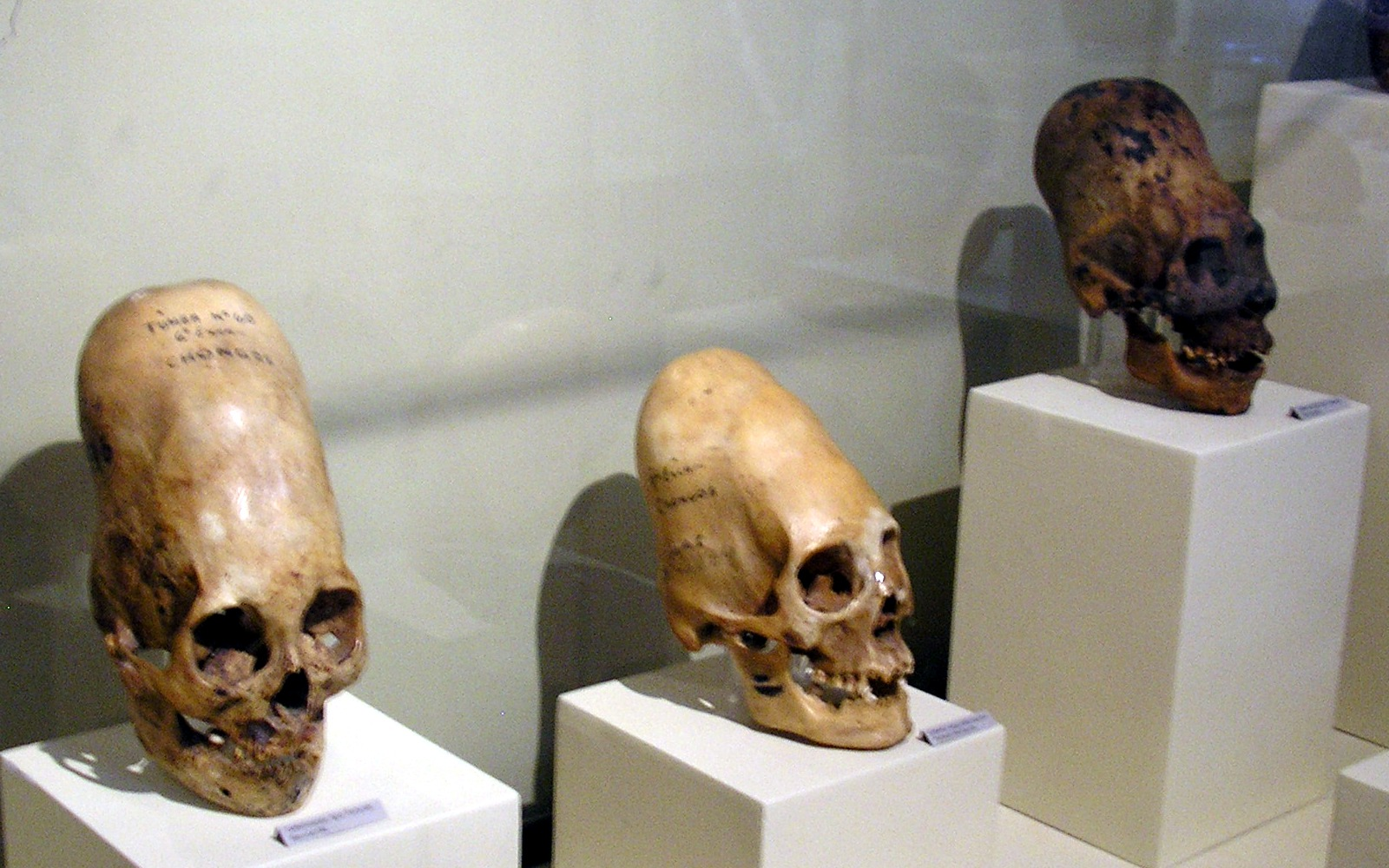
Schädel im Museum von Ica, die in einer Paracas-Nekropole gefunden wurden